# Німецьке товариство міжнародного співробітництва

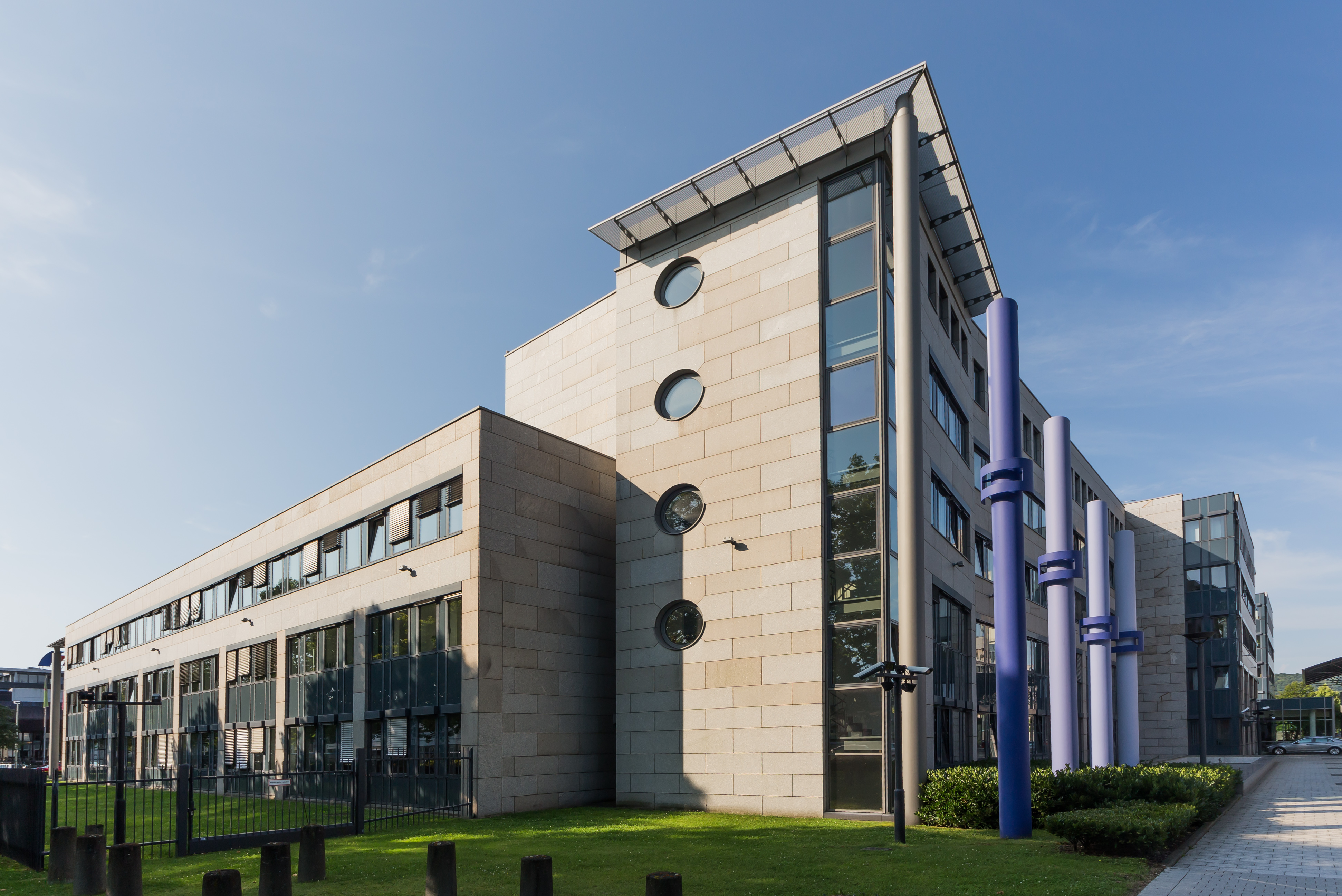
Будівля штаб-квартири GIZ в Бонні, Німеччина

Німецьке товариство міжнародного співробітництва (нім. Deutsche Gesellschaft für Internationale Zusammenarbeit (GIZ) GmbH) — німецьке агентство з розвитку зі штаб-квартирою в Бонні та Ешборні, що надає послуги у сфері міжнародного співробітництва у сфері розвитку. В Україні діє за дорученням п'яти німецьких міністерств, Європейського Союзу (ЄС), а також урядів Великої Британії та Швейцарії.
GIZ було створено 1 січня 2011 р. шляхом об'єднання трьох німецьких міжнародних агентств з розвитку: Deutscher Entwicklungsdienst (DED), Німецької компанії з технічного співробітництва (GTZ) та Internationale Weiterbildung und Entwicklung. GIZ є одним з найбільших світових агентств з розвитку, портфоліо компанії в 2016 році перевищувало 2,4 мільярда євро, а за підсумками 2018 року у 120 країнах працювало 20726 співробітників.

## Діяльність в Україні
З 2009 року GIZ має Бюро в Києві. Станом на 31 грудня 2017 GIZ в Україні представляють 284 національних і 55 іноземних фахівців, а також 1 радник з розвитку. Також 13 інтегрованих, а також 13 реінтегрованих експертів працюють безпосередньо в українських органах управління, торгово-промислових палатах, університетах та неурядових організаціях.
GIZ активно підтримує розвиток державності та сталої демократії в Україні (зокрема, роблячи вагомий внесок у реформу децентралізації та створення багаторівневої системи управління), розвиток сталої інфраструктури та енергоефективності (напр., надаючи підтримку консорціумам міст на регіональному та місцевому рівні, підтримуючи проекти енергоефективних забудов та поширюючи енергетичний менеджмент в громадах), надає допомогу регіонам з найбільшою кількістю внутрішньо переміщених осіб (а саме: Харківській, Дніпропетровській та Запорізькій областям), а також допомагає Україні в інших напрямках (зокрема підтримала систему електронних публічних закупівель «ProZorro»).